# Paradança
Paradança ist eine Gemeinde (Freguesia) im portugiesischen Kreis Mondim de Basto. In ihr leben 358 Einwohner (Stand 30. Juni 2011).